# Estación de Eixample Nord
La Ribera es un proyecto de estación del metro de Barcelona que dará servicio a las líneas 2 y 9. Se ubicará en el futuro barrio del Eixample Nord de El Prat de Llobregat. Actualmente su construcción está paralizada y no tiene fecha de inauguración.

## Historia
Con el nombre de Centre Direccional, la estación de La Ribera aparece proyectada dentro del trazado inicial de la L9 en el Plan Director de Infraestructuras (PDI) 2001-2010.
El 12 de marzo de 2011, cuando ya estaba construido el túnel y los andenes, el Consejero de Territorio y Sostenibilidad, Lluís Recoder, anunció que la entrada en servicio de esta estación y cuatro más quedaba pospuesto sine die. De este modo, los accesos y vestíbulos no serán construidos hasta la urbanización del futuro barrio del La Ribera, al que debe dar servicio.

## Líneas
| << cabecera | < estación      | línea  | estación >  | cabecera >>           |
| ----------- | --------------- | ------ | ----------- | --------------------- |
| Metro       |                 |        |             |                       |
| Aeroport T1 | El Prat Estació | (2024) | Les Moreres | Badalona Pompeu Fabra |
| Aeroport T1 | El Prat Estació | (2024) | Les Moreres | Can Zam               |